# Anders Johnson (łyżwiarz szybki)
Anders Johnson (ur. 24 września 1997) – kanadyjski łyżwiarz szybki, złoty medalista mistrzostw świata.

## Kariera
Na mistrzostwach świata na dystansach w Calgary w 2024 Kanadyjczycy w składzie: Laurent Dubreuil, Antoine Gélinas-Beaulieu i Anders Johnson zdobyli złoty medal w sprincie drużynowym. 
W tej samej konkurencji zdobył też złoto na mistrzostwach czterech kontynentów w Salt Lake City w 2024 i brąz na mistrzostwach czterech kontynentów w Hachinohe w 2025.